# Hydroeciodes pexinella
Hydroeciodes pexinella là một loài bướm đêm trong họ Noctuidae.